# Lazkao
Lazkao – gmina w Hiszpanii, w prowincji Guipúzcoa, w Kraju Basków, o powierzchni 11,39 km². W 2011 roku gmina liczyła 5435 mieszkańców.